# Присутственные места (Одесса)
Памятник архитектуры Одессы, занимают западное полуциркульное здание на площади у памятника Дюку де Ришельё по адресу Приморский бульвар, 7.
Построено в 1826—1830 гг. архитекторами А. И. Мельниковым и Ф. К. Боффо.

## Содержание

### Строительство
Идея создания Приморского бульвара родилась при Ланжероне, однако первоначально бульвару не отводилась роль элитарного центра. Идея построить так называемые полуциркульные здания вокруг миниатюрной площади, доминантой которой должен был стать памятник Дюку, принадлежит генерал-губернатору Воронцову. Ф. К. Боффо превратил идею в проект, однако Воронцову не совсем понравился первичный эскиз, и тогда он обратился к А. И. Мельникову. Оба здания (№ 7-8) планировались как общественные. Средств в бюджете на оба здание не хватило, поэтому симметричное, «зеркально отраженное» сооружение (дом № 8) строилось частным лицом (позже стало Петербургской гостиницей).

### Архитектура
Здание построено из ракушечника, оштукатурено, трехэтажное. Центральная часть полукруглая, вогнутая, крылья прямоугольные, перекрытия плоские, планировка смешанная. Архитектура фасадов выражена в строгих формах классицизма, первый этаж рустован, в вогнутой части — лоджия с аркадой, верхние этажи расчленены шестью пилястрами ионического ордера. Окна второго этажа вдоль всего фасада обрамлены наличниками. Стены увенчаны балюстрадой из камня.

### 1826—1917
«Присутственные места» — различные административные учреждения (в первую очередь — «судебные установления») и обширный институт городского общественного управления и всевозможных городских служб, подчинявшихся не только местной государственной администрации, но и различным министерствам и ведомствам. Здесь первоначально размещались Одесская городская дума, приказ общественного призрения, строительный комитет, коммерческий суд, Одесский музей древностей (первый публичный музей города, 1831—1858). Дума находилась в этом здании с 1830 по 1899, когда она переехала в расположенное неподалёку здание старой биржи. Во время Первой мировой войны в здании заседал Военно-окружной суд (4 октября 1916 он приговорил Г. И. Котовского к расстрелу).

### 1917—2021
В советский период тут размещались несколько судебных инстанций.
Сейчас размещается офис инвестиционно-строительной компании «Инкор-Групп». Здание отреставрировано в рамках программы комплексной реконструкции исторических фасадов Одессы. В коридорах размещена богатая коллекция карт Черного моря и макеты реконструированных компанией Инкор-групп объектов Одессы (гостиница Большая Московская, площадь Греческая и другие).

### МузейЖана Поля Бларамберга
Одесский городской музей древностей (1825—1858) — первый публичный музей Украины, коллекции которого влились в собрание древностей Одесского общества истории и древностей, а позже вошли в состав фондов Одесского археологического музея Национальной академии наук Украины. Он располагался первоначально в ротонде в саду основателя и первого директора Ж. П. Бларамберга, а позже переместился в здание присутственных мест. Состоял из экспозиции античных древностей, собранных при раскопках Тиры, Никония, Ольвии.